# Thoracochromis
Thoracochromis è un genere di ciclidi haplochromini endemico dell'Africa. La maggior parte delle specie provengono da fiumi dell'Angola e della Namibia, o dal bacino del Congo nell'Africa Centrale, ma una di esse (T. wingatii) risiede nel fiume Nilo. Molte specie sono state spostate fra questo genere e Haplochromis, e, sebbene un certo consenso sia stato raggiunto in anni più recenti, i mutui confini dei due generi sono ancora lontani dall'essere fissati.

## Tassonomia
Vi sono attualmente 12 specie riconosciute in questo genere:
- Thoracochromis albolabris (Trewavas & Thys van den Audenaerde, 1969)
- Thoracochromis bakongo (Thys van den Audenaerde, 1964)
- Thoracochromis brauschi (Poll & Thys van den Audenaerde, 1965)
- Thoracochromis buysi (M. L. Penrith, 1970)
- Thoracochromis callichromus (Poll, 1948)
- Thoracochromis demeusii (Boulenger, 1899)
- Thoracochromis fasciatus (Perugia, 1892)
- Thoracochromis lucullae (Boulenger, 1913)
- Thoracochromis moeruensis (Boulenger, 1899)
- Thoracochromis schwetzi (Poll, 1967)
- Thoracochromis stigmatogenys (Boulenger, 1913)
- Thoracochromis wingatii (Boulenger, 1902)

## Distribuzione e habitat
T.buysi è endemico del fiume Cunene.